# برايان لوندبيرغ
برايان لوندبيرغ هو لاعب هوكي الجليد كندي، ولد في 5 يونيو 1960 في برنابي في كندا.

## وصلات خارجية
- برايان لوندبيرغ على موقع دوري الهوكي الوطني (الإنجليزية)
- برايان لوندبيرغ على موقع EliteProspects.com (الإنجليزية)
- برايان لوندبيرغ على موقع HockeyDB.com (الإنجليزية)
- برايان لوندبيرغ على موقع Hockey-Reference.com (الإنجليزية)